# 에발트 구면
에발트 구면(영어: Ewald's Sphere)은 전자, 중성자 혹은 엑스선 결정학에서 다음 값들 사이의 관계를 기하학적으로 쉽게 설명하기 위한 구조물이다.
- 회절 전후 엑스선의 파수 벡터
- 반사 시 회절 각
- 결정의 역격자

독일의 물리학자이자 결정학자인 폴 피터 에발트가 고안했다. 에발트는 반사 구면이라고 불렀다. 에발트 구면을 이용하면 엑스선의 파장과 단위 격자(unit cell)의 크기가 주어졌을 때 회절 무늬가 가장 선명하게 나타나는 조건을 간단히 알아낼 수 있다.

## 구면을 그리는 방법

구면을 그리는 방법

회절 실험에서 보강 간섭이 일어나는 조건(브래그 법칙)을 한데 모으면 회절 전후 운동량 공간 혹은 역격자 공간에서의 운동량 변화에 해당하는 값들 또한 격자를 형성한다. 이를 적용하면 실 공간에서 단순 입방정계인 격자는 운동량 공간에서의 역격자 역시 단순 입방정계가 되고, 체심 입방정계의 역격자는 면심 입방정계가, 면심 입방정계의 역격자는 체심 입방정계가 된다.
입사파의 파장 {\displaystyle \lambda }를 알고 있을 때 에발트 구면을 사용하면 어떤 방향 격자 면들이 회절 무늬를 만들어내는지 알 수 있다. 파장이 {\displaystyle \lambda }이고 파수가 {\displaystyle 2\pi /\lambda }인 입사 평면파의 파수 벡터를 {\displaystyle K_{i}}, 회절된 평면파의 파수 벡터를 {\displaystyle K_{f}}라 쓰면 회절 과정에서 에너지가 보존되는 경우 (즉, 탄성 충돌) {\displaystyle K_{f}}와 {\displaystyle K_{i}}는 크기가 같다. 따라서 두 벡터의 시작점을 한 곳으로 모으면 두 끝점은 반지름이 {\displaystyle 2\pi /\lambda }인 에발트 구면 위에 놓이고 두 끝점을 연결한 산란 벡터 {\displaystyle \Delta K=K_{f}-K_{i}} 또한 이 구면상에 놓인다.
브래그의 회절 법칙을 만족하는 운동량 변화값들을 모으면 역격자를 이루므로 회절이 일어나려면 산란 벡터가 역격자점들끼리 연결한 벡터 중 하나와 같아야 한다. 기하학적으로 설명하자면, {\displaystyle K_{i}} 벡터의 끝점이 역격자의 원점에 오게 했을 때 에발트 구면상에 위치하는 역격자점에 대해서만 회절이 가능하다.

## 적용 사례

### 작은 산란각 근사
투과 전자 현미경의 전자 회절에서처럼 입사파의 파장이 원자간 간격보다 훨씬 짧으면 에발트 구면의 반지름이 역격자의 격자점간 거리에 비해 매우 큰 값을 갖는다. 이 경우 회절 무늬는 역격자를 역격자의 원점을 지나는 평면으로 잘라낸 형태가 된다. 에발트 구면이 거의 평면에 가깝긴 하지만 완벽한 평면은 아니므로, 입사파가 역격자의 한 대칭축에 나란하다면 브래그 법칙을 정확히 만족하는 격자점은 하나도 없음에 유의해야 한다. 입사파를 그대로 두고 단결정만 다른 방향으로 돌리면 에발트 구면이 역격자의 격자점들을 지날 때마다 회절 무늬가 나타났다가 사라졌다가 한다.

## 같이 보기
- 브래그 법칙
- 전자 회절
- 라우에 방정식
- 구조 인자
- 엑스선결정학